# Животко, Аркадий Петрович
Аркадий Петрович Животко (укр. Аркадій Петрович Животко; (1 марта 1890, слобода Пухово Острогожского уезда Воронежской губернии — 12 июня 1948, Ашаффенбург, Бавария в Германии) — украинский общественно—политический деятель, педагог, журналист и публицист, исследователь истории украинской прессы периода 1910—1940-х годов.

## Биография
Отец Аркадия — Петр Петрович Животков — был священником в церкви Св. Георгия Победоносца в лободе Пуховой.
Аркадий учился в Петербурге. Революционные события 1917 года застали активного члена Украинской партии эсеров 27-летнего Аркадия Животко в столице. Вскоре он вернулся на родину в Воронежскую губернию, где в 1917—1918 годах становится одним из руководителей местного отделения Центральной Рады, членом Украинской Центральной Рады от Воронежчины (Восточной Слобожанщины).
В 1918 году в результате гражданской войны на Украине вместе с представителями правительства УНР А. Животко сначала оказывается в Каменец-Подольском, где активно сотрудничает с целым рядом правительственных газет. Тогда же становится секретарём редакции газеты «Жизнь Подолья» (укр. «Життя Поділля») — органа Украинской партии социалистов-революционеров. К активному сотрудничеству с этой газетой был привлечен Михаил Грушевский. Помещал публикаций на страницах педагогического журнала «Образование» (укр. «Освіта»), органа Подольской губернской управы. Тесно сотрудничал с министром образования правительства УНР, первым ректором Каменец-Подольского университета И. Огиенко, А. Животко оперативно разрабатывал методики и программы по украиноведческим предметам, которые повсеместно внедрялись тогда в учебный процесс. Его обстоятельные статьи были положены в основу резолюций педагогических съездов, которые проводились в Каменец-Подольском под эгидой Министерства образования УНР. Неоднократно встречался с главой Директории УНР С. Петлюрой.
Затем под ударами Красной Армии оказывается в Чехии. Затем — в Ужгороде. А через некоторое время — снова в Праге. C 1923 г. жил в Чехословакии, где преподавал в Украинском педагогическом институте им. Драгоманова в Праге.
В июне 1930 года решением чешского правительства при Министерстве иностранных дел Чехословакии было создано специфическое архивное учреждение — Украинский исторический кабинет. На должность референта, а впоследствии и руководителя этого кабинета был приглашен Аркадий Животко. Под его руководством проводилась работа по систематизации и отбору для хранения самого существенного из архивного и библиографического материала по истории украинского национально-освободительного движения, который находился в разных местах, где обустраивались украинские эмигрантские организации, преимущественно в непригодных для хранения ценных документов условиях.
Аркадием Животко обработано большое количество документов по украинской истории, которые он сформировал по трём главным разделам: документы, газетно-журнальная периодика, книжные издания. Так, только фонд архивных документов этого кабинета насчитывал 78875 единиц. Это прежде всего протоколы, переписка, дневники, воспоминания деятелей украинского национально-освободительного движения, другие рукописные материалы. Отдельно был сформирован большой сборник фотографий, карт, плакатов и т. п. Фонд периодических изданий насчитывал 69497 номеров газет и 1116 годовых комплектов журналов, начиная с 1859 года. Среди них немало настоящих раритетов, выходившие в количестве от 1 до 10-ти экземпляров, рукописных изданий, напечатанных циклографическим стилем, литографированных. Книжный фонд охватывал практически всё украинское издательское движение, которое развивалось на этнических украинских территориях и далеко за их пределами с начала XIX века. Специальный отдел составляли иноязычные книги, газеты, журналы, в которых так или иначе речь шла об Украине и украинских проблемах. Через руки А. Животко прошли все архивные и библиотечные частные коллекции множества незаурядных личностей украинской истории, среди которых — Н. Шаповал, С. Шелухин, Ф. Швец, С. Черкасенко и др.
С приближением советских войск к Праге в мае 1945 г., вместе с женой уезжает в г. Пльзень, а в июне 1945 г. оказывается в лагере для перемещенных лиц «Лягарде», который в августе 1945 г. был переведен в американскую оккупационную зону в немецкий г. Ашаффенбург. С 1945 года до своей смерти проживал в Германии.

## Журналистская и публицистическая деятельность
Главный труд А. Животко — «Історія української преси» («История украинской прессы»), в которой автор рассматривает процесс становления украинской периодики на территории Украины и в диаспоре от зарождения её со времен казачества до второй мировой войны. По масштабам охвата фактологического материала, привлечения в научный оборот большого массива архивных источников украинской эмиграции, количеством возвращенных имен основателей, создателей и меценатов украинских журналов, которые безосновательно были удалены из украинской историографии, это издание является на сегодня самым полным и является литературным памятником Украины.
- «50 років. До історії Української Партії Соціалістів Революціонерів». (Прага, 1936)
- «Сучасне українське письменство поза межами СССР» (1937)
- «Острогожчина» (1942)
- «Подонь (Українська Вороніжчина) в культурному житті України» (1943).

А. Животко печатался во многих периодических изданиях Воронежа, Киева, Каменец-Подольского, Луцка, Ужгорода, Праги, Ульма и Мюнхена.
Автор ряда статей и опубликованных докладов:
- «Факторы дошкольного воспитания» (1918)
- «Хроніка» (1919)
- «К делам управления детскими садами»
- «С. Петлюра — журналіст»
- «П’ять років праці Українського історичного кабінету у Празі: звіт А. Животка»
- «75 літ підкарпатської преси»
- «Літературна продукція на Україні в роки 1932—1934»
- «Адольф Черни і українці»
- «Політико-громадська діяльність доктора Л. Кобилянського» и др.

Кроме того, А. Животко писал стихи и пьесы для детей.